# یعار
یعار، روستایی از توابع بخش مرکزی شهرستان اهواز در استان خوزستان در ایران است.

## جمعیت
این روستا در دهستان غیزانیه قرار دارد و براساس سرشماری مرکز آمار ایران در سال ۱۴۰۱، جمعیت آن۱۵۲ نفر با (۳۱خانوار) بوده‌است.